# Paul Guimard
Pour les articles homonymes, voir Guimard.
Cet article possède un paronyme, voir Paul Guihard.
Paul Guimard est un écrivain et journaliste français, né le 3 mars 1921 à Saint-Mars-la-Jaille (Loire-Atlantique) et mort le 2 mai 2004 à Hyères (Var).
Il est particulièrement connu comme auteur du roman Les Choses de la vie (1967), porté à l'écran en 1970 par Claude Sautet.

## Biographie

### Origines familiales et formation
Paul Charles Joseph Marie Guimard naît le 3 mars 1921 à Saint-Mars-la-Jaille dans le département de la Loire-Atlantique (à l'époque appelée Loire-Inférieure).
Paul Guimard fait ses études secondaires à Nantes, au lycée catholique Saint-Stanislas. 

### Débuts à Nantes (années 1940)
Il commence sa vie professionnelle comme journaliste à Nantes. 
Pendant la guerre, il est chroniqueur hippique à L'Écho de la Loire, puis chargé des faits divers à L'Ouest-Éclair. En 1945, il écrit une comédie, Septième ciel, jouée brièvement[Où ?].
À cette époque[Quand ?], il est client du garage tenu par le père de Jacques Demy.

### Homme de radio et romancier (années 1950)
Il entre ensuite[Quand ?] au journal parlé de la Radiodiffusion française où il crée La Tribune de Paris, dont il dirige les débats pendant quatre ans. En 1956, il a à la radio une série d'entretiens avec Joseph Kessel, ainsi qu'avec Henry de Monfreid.  
C'est en 1956 que commence sa carrière littéraire, avec Les Faux Frères, roman qui remporte le grand prix de l'humour. En 1957, Rue du Havre est couronné par le prix Interallié (dont, trois ans plus tard, il deviendra membre du jury). 
En 1960, Paul Guimard écrit avec Antoine Blondin une comédie, Un garçon d'honneur. Un an plus tard, il publie L'Ironie du sort qui, comme Rue du Havre, illustre « l'immense part du hasard dans le jeu des relations humaines ».

### L'opérationCap à l'ouestet l'accident (1962-1963)
Le 30 novembre 1962, il entreprend un tour du monde pour la RTF Télévision, dans le cadre d'une émission intitulée Opération Cap à l'ouest, qui a pour but de contribuer à la connaissance du monde contemporain de la façon la plus vivante possible. Paul Guimard, équipé d'un appareil de radio, est chargé de donner aux auditeurs un compte-rendu quotidien du voyage.  L'expédition part du port de Toulon à bord du voilier Constance.
Le 4 janvier 1963, alors qu'il se trouve à Casablanca, il veut aller dans la timonerie, mais l'échelle se décroche au moment où il pose le pied sur le premier barreau. Il s'ensuit une chute de trois mètres et son crâne heurte une marche en métal. Tombé dans le coma, il est hospitalisé. 
Il rentre en France le 24 janvier 1963 avec de graves séquelles (perte du sens de l'équilibre, vertiges), marchant avec une canne et soutenu par son épouse et un parent. L'expédition Cap à l'ouest continue sans lui.
C'est aux alentours de l'année 1965 qu'il rencontre François Mitterrand, à la demande de celui-ci.[pas clair]

### Les Choses de la vie(1967)
En 1967 paraît son roman le plus célèbre, Les Choses de la vie. 
Extraits : « Je sais que tu m'aimes et je t'aime aussi mais (ce “mais” est ignoble. Je t'aime sans “mais”, sans “si” et sans “pourquoi”. Je t'aime comme mon pain et mon sel, je t'aime, mon cœur) une certaine légèreté me manque sans laquelle je respire mal ». Mais le hasard absurde reste présent : l'accident n'aurait pas eu lieu si le conducteur était parti trente secondes plus tôt; or il les a perdues quand sa maîtresse l'a rappelé pour lui demander d'être prudent. « Sommes-nous des guignols, et pour amuser qui ? », s'interroge le blessé.
Le film homonyme, réalisé par Claude Sautet en 1969, avec Romy Schneider et Michel Piccoli reçoit le prix Louis-Delluc en 1970. La fin y est modifiée par rapport au roman : le blessé a dans sa poche une lettre cruelle adressée à sa maîtresse, mais il ne veut plus la poster, il veut qu'elle soit détruite. Dans le roman, la lettre est remise à sa destinataire, mais elle est déchirée dans le film. 

### Années 1970
En 1970, Guimard écrit le scénario et les dialogues du feuilleton Les Cousins de la Constance.
De 1971 à 1975, il est éditorialiste à l’hebdomadaire L’Express, en même temps que conseiller aux éditions Hachette. 
En 1976, il publie Le Mauvais Temps, roman dans lequel on peut relever ces mots : « Il faudrait parvenir à cette sagesse élémentaire de considérer les ténèbres où nous allons sans plus d'angoisse que les ténèbres d'où nous venons. Ainsi, la vie prend son vrai sens : un moment de lumière ». Guimard décrit aussi, et cela est nouveau chez lui, une prépondérance de la volonté sur le fatalisme, l'indécision et la soumission au hasard[réf. nécessaire].

### Années 1980
En 1981, après la victoire de François Mitterrand à l'élection présidentielle, il est chargé de mission auprès du président de la République, poste qu'il occupe jusqu'en août 1982. « Mon seul regret est de n'avoir pas obtenu, lors de mon passage à l'Élysée, la création d'une Académie de la mer », dira-t-il plus tard, affirmant que « cette expérience n'a été dans [sa] vie qu'un long accident ». 
De 1982 à 1986, il est membre de la Haute Autorité de la communication audiovisuelle.
Paul Guimard renoue avec la littérature après 1986. En 1988, il publie Giraudoux ? Tiens !..., un essai sur Jean Giraudoux, puis des romans comme Un concours de circonstances (1990), L'Âge de pierre (1992), Les Premiers venus (1997), où l'on trouve cette phrase : « Nos enfants construisent leur histoire sans se presser, en inventant des moyennes entre l’héritage et le présent ».
En 1993, il reçoit le prix littéraire de la fondation Prince-Pierre-de-Monaco, pour l'ensemble de sa carrière.

### Vie privée
Ami de Georges de Caunes et de Benoîte Groult, mariés jusqu'en 1952, il devient le confident de Benoîte qui souffre dans sa vie de couple et qui a comme lui deux passions : l'écriture et la mer.
Après leur divorce, il épouse Benoîte avec laquelle il forme un couple libre. Ensemble, ils ont une fille, Constance, née en 1953.
À partir de 1968, il entretient pendant un temps une liaison avec la romancière Catherine Guérard.

### Mort
Paul Guimard meurt à l'âge de 83 ans le 2 mai 2004 à Hyères, dans le département du Var. Incinéré, ses cendres sont remises à la famille.

## Publications

### Œuvres personnelles
- 1955 : Les Faux-frères, éditions Denoël ; rééd. 1976.
- 1957 : Rue du Havre, éditions Denoël (roman adapté à la télévision par Jean-Jacques Vierne)
- 1961 : L'Ironie du Sort, éditions Denoël.
- 1967 : Les Choses de la vie, éditions Denoël ; rééd. Le Rocher, 1994 ; Denoël, 1994.
- 1970 : Les Cousins de « La Constance », éditions Denoël.
- 1976 : Le Mauvais Temps, éditions Denoël.
- 1978 : L'Empire des mers, éditions Hachette-Littérature et Édition no 1.
- 1988 : Giraudoux ? Tiens !…, éditions Grasset.
- 1990 : Un concours de circonstances, éditions Grasset.
- 1992 : L'Âge de Pierre, éditions Grasset.
- 1992 : Romans, un volume comprenant Les Faux-frères, Rue du Havre, L'Ironie du Sort, Les Choses de la vie, Le Mauvais Temps, avec une préface de Jean-Didier Wolfromm, éditions Denoël.
- 1997 : Les Premiers venus, éditions Grasset.

### Œuvres en collaboration
- 1958 : De Koenigsmark à Montsalvat, 40 années, 40 romans, éditions Albin Michel (entretiens avec Pierre Benoit).
- 1960 : Un garçon d'honneur, La Table Ronde (avec Antoine Blondin).
- 1976 : Détrompez-vous, éditions Denoël (avec Antoine Blondin).
- 1980 : Des nouvelles de la famille, éditions Mazarine (avec Benoîte Groult, Blandine de Caunes, Lison de Caunes, Bernard Ledwige). Comprend trois nouvelles de Guimard : Un parfum de bonheur, Une sacrée bonne journée, Les Jeunes veuves.
- 1981 : Violette et son génie, G. P. Rouge et Or (illustrations d'Anne Hofer).
- 1998 : Vue sur mer, Nantes, Joca Seria, 1998 (avec Benoîte Groult, Michel Ragon et d'autres). Comprend une nouvelle de Paul Guimard, Kenavo.

### Préfaces
- Programme du récital de Léo Ferré à l'Alhambra, novembre 1961.
- Théophile Gautier, Le Capitaine Fracasse, Livre de poche, n° 707-708, 1961.
- Yann Brekilien, La Vie quotidienne des paysans bretons au XIXe siècle, Hachette, 1972.
- David Mc Taggart, La Croisière nucléaire, éditions Hallier, 1975.
- Hervé Gloux, Les Bateaux de pêche de Bretagne, histoire et technique, Fayard, 1976.
- Erwan Quemere et Jean-Michel Barrault, Passion de la voile et du large, Arthaud, 1976.
- Maurice Genevoix, Œuvres, Livre club Diderot, 1976.
- Léo Ferré et Patrick Ullmann, La Mémoire et la mer, Henri Berger, 1977.
- Jean-Pierre Berthomé, Jacques Demy et les racines du rêve, L'Atalante, 1982 ; rééd. augmentée, 1996.
- Catherine Enjolet, Rousse comme personne, Stock, 1990.
- Betty Duhamel, Les Jolis Mois de May, De Fallois, 1994.
- Jean Randier, Hommes et navires du Cap Horn, éditions MDV, 2000.

## Récompenses
- 1956 : prix de l'Humour, pour Les Faux Frères.
- 1957 : prix Interallié, pour Rue du Havre.
- 1968 : prix des Libraires pour Les Choses de la vie.
- 1993 : prix littéraire de la fondation Prince-Pierre-de-Monaco pour l'ensemble de son œuvre.